# Clonorchis sinensis
Clonorchis sinensis, Sán lá gan Trung Quốc là một loài sán lá gan người trong lớp Trematoda, ngành Platyhelminthes. Loài ký sinh trùng sống trong gan của con người, và được tìm thấy chủ yếu ở ống dẫn mật và túi mật, ăn mật. Những con vật này, được cho là giun ký sinh trùng phổ biến thứ ba trên thế giới, là loài đặc hữu của Nhật Bản, Trung Quốc, Đài Loan, và Đông Nam Á, hiện đang lây nhiễm khoảng 30.000.000 người. 85% các trường hợp được tìm thấy ở Trung Quốc.
Đây là sán lá nhân phổ biến nhất ở châu Á, và vẫn đang lan truyền Hàn Quốc, Trung Quốc, Việt Nam và cũng nhu Nga, với 200 triệu người có nguy cơ lây nhiễm. Nghiên cứu gần đây đã chứng minh rằng nó có khả năng gây ung thư gan và ống dẫn mật, và trong thực tế, Cơ quan Nghiên cứu Quốc tế về Ung thư đã phân loại nó như là một nhóm sinh học gây ung thư vào năm 2009.

## Vòng đời

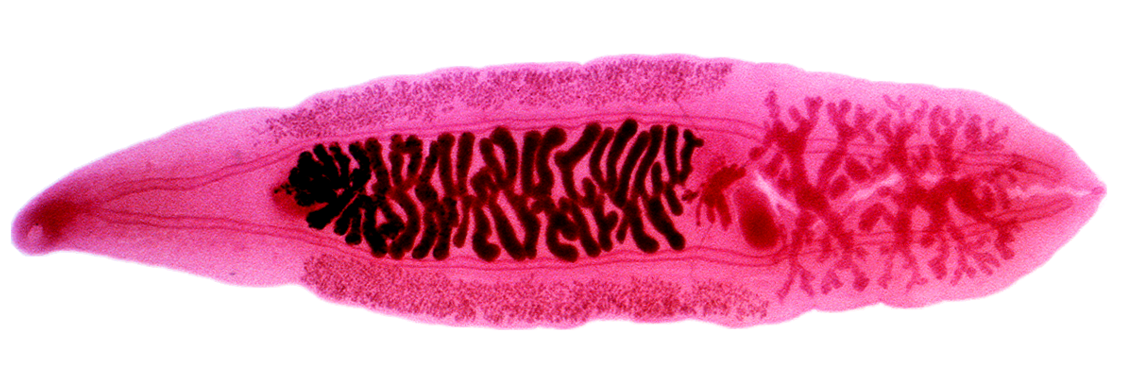
An adult Clonorchis sinensis has these main body parts: oral sucker, pharynx, caecum, ventral sucker, vitellaria, uterus, ovary, Mehlis' gland, testes, exretory bladder.

Trứng của C. sinensis có chứa miracidium (ấu trùng có lông) phát triển thành các dạng trưởng thành, trôi nổi trong nước ngọt cho đến khi bị ăn bởi một con ốc.

### Vật chủ trung gian đầu tiên
Ốc nước ngọt Parafossarulus manchouricus - danh pháp đồng nghĩa: Parafossarulus striatulus, thường được dùng như vật chủ trung gian đầu tiên cho C. sinensis ở Trung Quốc, Nhật Bản, Hàn Quốc và Nga.
Ốc vật chủ khác bao gồm:
- Bithynia longicornis - đồng nghĩa: Alocinma longicornis - ở Trung Quốc[6]
- Bithynia fuchsiana - ở Trung Quốc[6]
- Bithynia misella - ở Trung Quốc[6]
- Parafossarulus anomalosiralis - ở Trung Quốc[6]
- Melanoides tuberculata - ở Trung Quốc[6]
- Semisulcospira libertina - ở Trung Quốc[6]
- Assiminea lutea - ở Trung Quốc[6]
- Tarebia granifera - ở Đài Loan, Trung Quốc[6]

Một khi đã ở bên trong cơ thể ốc, ấu trùng có đuôi nở ra từ trứng và phát triển ký sinh bên trong ốc. Ấu trùng có lông phát triển thành một bào tử nang, nơi sẽ trở thfnh cho sự sinh sản của redia (dạng ấu trùng thứ ba của sán lá ký sinh) trong giai đoạn tiếp theo. Các redia tự chúng sẽ là nơi diễn ra sinh sản vô tính của ấu trùng có đuôi bơi tự do. Hệ thống sinh sản vô tính này cho phép nhân số mũ các cá thể ấu trùng có đuôi từ một ấu trùng có đuôi. Điều này hỗ trợ các Clonorchis trong sinh sản, bởi vì nó cho phép các ấu trùng có đuôi tận dụng một cơ hội bị ăn thịt một cách thụ động bởi một con ốc trước khi trứng chết.
Một khi redia trưởng thành, đã phát triển bên trong cơ thể ốc cho đến thời điểm này, chúng tích cực lách ra khỏi cơ thể ốc để vào môi trường nước ngọt.

### Vật chủ trung gian thứ hai
Ở đó, thay vì chờ đợi để được dùng bởi một vật chủ (như trường hợp trong giai đoạn trứng của chúng), nó tìm ra một con cá. Đào vào cơ thể cá, chúng lại trở thành ký sinh trùng của vật chủ mới của chúng.
Một khi bên trong cơ cá, ấu trùng có đuôi tạo ra một túi bao (kén sán) để bảo vệ chúng. Túi bao bảo vệ này sẽ rất hữu dụng khi cá được tiêu thụ bởi một người.

### Vật chủ chính
Túi bao có khả năng chống axit cho phép kén sán tránh bị tiêu hóa bởi axit dạ dày của con người, và cho phép các kén sán tới được ruột non mà không hề hấn gì. Tới ruột non, kén sán hướng về phía gan của con người, nơi sẽ trở thành môi trường sống cuối cùng của nó. Clonorchis ăn mật người được tạo ra bởi gan. Trong gan của con người, Clonorchis trưởng thành đạt giai đoạn sinh sản vô tính mà chúng đẻ trứng mỗi 1-30 giây.